# Makalata obscura
Makalata obscura é uma espécie de roedor da família Echimyidae.
É endêmica do Brasil, não se conhece a real localização-tipo.